# Raymond Bouchex
Raymond Joseph Louis Bouchex (* 25. Januar 1927 in Lugrin, Département Haute-Savoie, Frankreich; † 9. Mai 2010 in Avignon) war Erzbischof von Avignon.

## Leben
Raymond Bouchex studierte Katholische Theologie und Philosophie am Priesterseminar in Annecy und empfing am 3. Juni 1950 die Priesterweihe. Nach weiteren Studien an der Päpstlichen Universität Gregoriana in Rom und am Institut Catholique de Lyon wurde er zum Doktor der Theologie promoviert. Er war für die Medienarbeit der Katholischen Aktion und für die Association catholique de la jeunesse française (ACJF) tätig, ab 1955 deren nationaler Kaplan.
1962 wurde er Professor für Theologie am Priesterseminar von Annecy und übernahm 1965 die Verantwortung für die Ausbildung des Klerus.
Am 23. Februar 1972 ernannte ihn Papst Paul VI. zum Titularerzbischof von Elvas und bestellte ihn zum Weihbischof im Erzbistum Aix. Die Bischofsweihe spendete ihm der Bischof von Annecy, Jean-Baptiste-Étienne Sauvage, am 19. März 1972; Mitkonsekratoren waren Joseph Duval, Weihbischof in Rennes, und René-Alexandre Dupanloup, Weihbischof in Nizza. Er war mit 45 Jahren der jüngste Bischof in Frankreich.
Papst Paul VI. ernannte ihn am 25. April 1978 zum Erzbischof von Avignon. Innerhalb der Französischen Bischofskonferenz engagierte er sich in der Bischöflichen Kommission für das geweihte Leben, im Vorstand der Kommission für dogmatische Studien, im Ausschuss für Pastoral- und sakramentale Liturgie sowie in der Bischöflichen Kommission für die Einheit der Christen.
Seinem altersbedingten Rücktrittsgesuch wurde am 21. Juni 2002 durch Papst Johannes Paul II. stattgegeben. Er war weiterhin in der Krankenhausseelsorge am Centre Hospitalier (CHS) in Montfavet tätig.

## Schriften
- Mystère de la vie et mystère de l’Église, parole et silence 2004, ISBN 9782845731714
- Il est grand le mystère de la foi, parole et silence 2005, ISBN 9782845732650
- Que ta parole devienne en moi prière, parole et silence 2006, ISBN 9782845733671
- Il a habité parmi nous, parole et silence 2006, ISBN 9782845735057
- Il est avec nous tous les jours, parole et silence 2007, ISBN 9782845735798
- Marie au fil de l’année liturgique, parole et silence 2008, ISBN 9782845736733
- Vivre le carême, parole et silence 2008, ISBN 9782845736290
- Nous avons vu sa gloire, parole et silence 2009, ISBN 9782845738089
- A la découverte de Vatican II, parole et silence 2009, ISBN 9782845737372
- Vivre Vatican II, parole et silence 2010, ISBN 9782845738492